# Ирландский красный сеттер
Ирландский красный сеттер, или ирландский сеттер (англ. irish red setter), — порода охотничьих собак.

## История породы
Ирландский сеттер был выведен в Ирландии, и как самостоятельная порода сформировался в середине XIX века. Довольно быстро он оказался в России, однако особой популярности не приобрел ввиду своего сложного характера. В отличие от многих иных пород ирландский сеттер тяжело поддавался дрессировке, да и был весьма непослушен. Но таковым положение вещей оставалось недолго, вскоре российские кинологи все же обратили своё внимание на представителей этой породы и попытались улучшить его качества. Собственно это им вполне удалось, именно благодаря активной работе над выведением более совершенных ирландских сеттеров, сегодня мы можем созерцать этих собак.

## Внешний вид

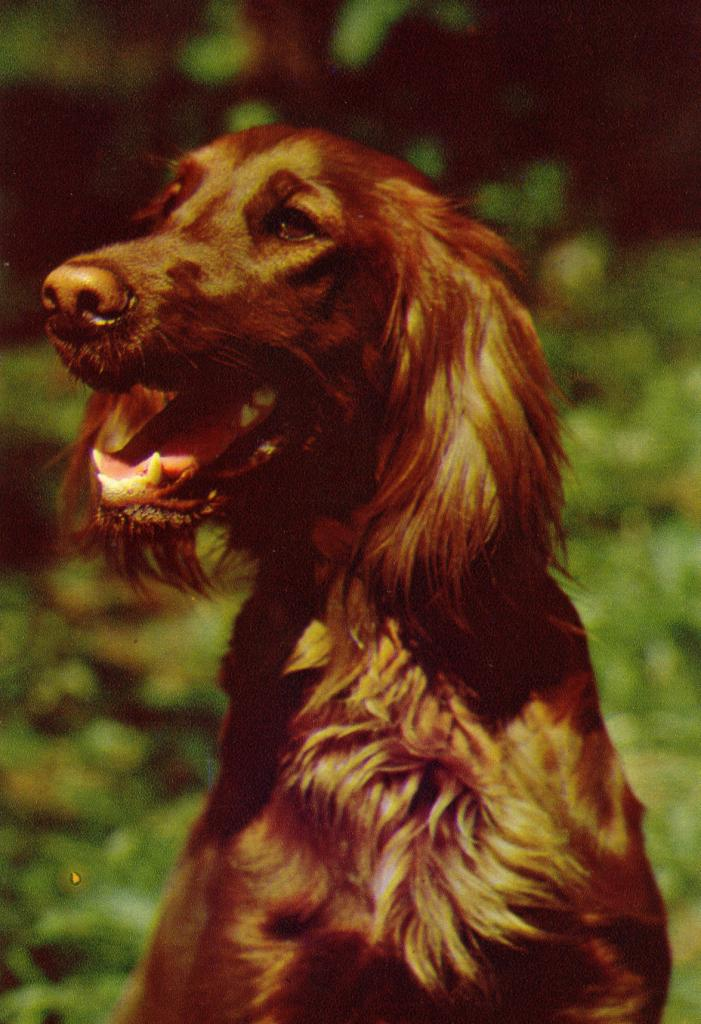

Красивая, пропорционально сложенная собака. Стойка высокая. Используется в летне-осенний сезон охоты на болотную, степную и боровую дичь.
- Ирландский сеттер относится к числу крупных собак, однако тело у них далеко не столь мускулистое и сильное, как у многих других столь же рослых собак.
- Рост кобелей 58—67 см, сук 55—62 см.
- Тело этих собак удлинённое, лапы длинные, сильные, передвигаются ирландские сеттеры довольно быстро.
- Голова маленькая, с близко посаженными глазами, уши большие мягкие, висячие.
- Шерсть у таких собак длинная, но не отличается мягкостью, напротив, она жесткая и густая, но без подшерстка.
- Кожа таких собак лишена складок, она весьма тонкая, но эластичная.
- Их окрас в основном каштановый с красным отливом, тёмно- или светло-рыжий.
- Допускаются белые пятна на груди и лапах.

## Характеристика породы

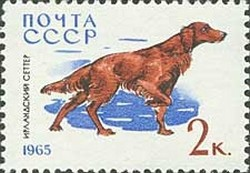
Почтовая марка

Ирландский красный сеттер — приветливая, темпераментная и энергичная собака. Он быстрый, выносливый, делает стойку в типичной позе — полуприсев. Он не годится для людей, которые любят покой и личный комфорт. Ему нужны долгие прогулки с возможностью свободно бегать; необходимую пробежку он получит, сопровождая хозяина на велосипедной прогулке или во время бега трусцой. Он любит играть, понятлив, при необходимой последовательности легко обучается. Как все собаки с развитым охотничьим инстинктом, он должен усвоить базовые навыки послушания, чтобы слушать команды хозяина и во время прогулки на природе. Дома это приятная и спокойная собака.

## Фильмы о собаках породы ирландский красный сеттер
- Фильм «Большой рыжий[англ.]» (США, 1962)